# Svarttjärnen (Borgsjö socken, Medelpad, 691910-149931)
Svarttjärnen är en sjö i Ånge kommun i Medelpad och ingår i Ljungans huvudavrinningsområde.